# تاننبرگشتال
تاننبرگشتال (به آلمانی: Tannenbergsthal) یک منطقهٔ مسکونی در آلمان است که در مولدنهامر واقع شده‌است. تاننبرگشتال ۱٬۵۰۱ نفر جمعیت دارد.